# 게이호쿠정 (히로시마현)
게이호쿠정(일본어: 芸北町)은 일본 히로시마현 서부에 있던 정으로 야마가타군에 속했다.

## 역사
- 1956년 9월 30일 - 오카하라촌, 나카노촌, 미와촌, 야와타촌이 신설합병해 성립하였다.
- 2005년 2월 1일 -  오아사정 · 지요다정 · 도요히라정과 신설합병해 기타히로시마정이 성립하였다. 동일 게이호쿠정은 폐지되었다.

## 교통

### 도로
- 국도 제186호선
- 국도 제191호선 (일본)(일본어판)